# Coffea travancorensis
Coffea travancorensis är en måreväxtart som beskrevs av Robert Wight och George Arnott Walker Arnott. Coffea travancorensis ingår i släktet Coffea och familjen måreväxter. Inga underarter finns listade i Catalogue of Life.